# Rapa nui (språk)

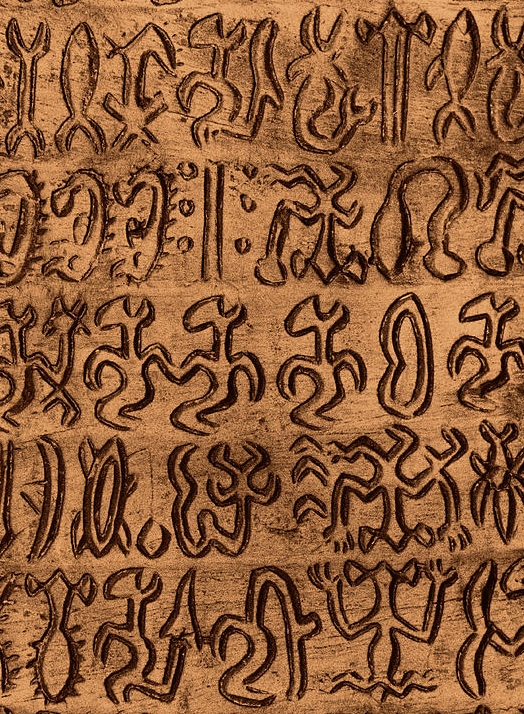
Rongorongo-inskriptioner på Påskön. De tros ha använts för att skriva rapa nui.

Rapa nui är ett språk som talas av den nuvarande befolkningen (rapa nui) på Påskön. Antalet modersmålstalare är några tusen, varav några hundra finns på det chilenska fastlandet, på Tahiti och i USA. Rapa nui är, liksom till exempel tahitiska och hawaiiska, ett östpolynesiskt språk i den austronesiska språkfamiljen. Språket innehåller äldre ord och grammatik som kan härledas till det ursprungliga språket (dialekten) om vilket man vet väldigt lite. Vid ett besök på 1770-talet kunde en tolk till kapten Cook från Tahiti endast identifiera ca 15 ord som polynesiska; de andra var obegripliga.
Fast rapa nui anses vara hotat dess talare har mestadels positiva attityder till språket.
Det ännu olösta, förmodade skriftsystemet rongorongo tros tidigare ha använts för att skriva rapa nui. Men om detta är ett skriftsystem eller enbart symboler för minnet är oklart. Språket kan i så fall vara det enda polynesiska språket som har haft ett självständigt skriftsystem. Vad som talar mot att detta är tecken med ljudvärde motsvarande ord, är att det inte finns återkommande kombinationer vilket borde varit fallet för de vanligaste orden och ljuden. Det nuvarande språket skrivs med det latinska alfabetet.
Det första tidningen som utges på rapa nui är Tāpura Re'o.

## Fonologi

### Konsonanter
|          | Bilabial | Labiodental | Alveolar | Velar  | Glottal |
| -------- | -------- | ----------- | -------- | ------ | ------- |
| Nasal    | m        |             | n        | ŋ      |         |
| Klusil   | p        |             | t        | k \| g | ʔ       |
| Frikativ |          | v           |          |        | h       |
| Flappar  |          |             | ɾ        |        |         |

Källa:

### Vokaler
|              | Främre | Central | Bakre |
| ------------ | ------ | ------- | ----- |
| Sluten       | i      |         | u     |
| Mellansluten | e      |         | o     |
| Öppen        |        | a       |       |

Källa: